# Pier Maria Baldi

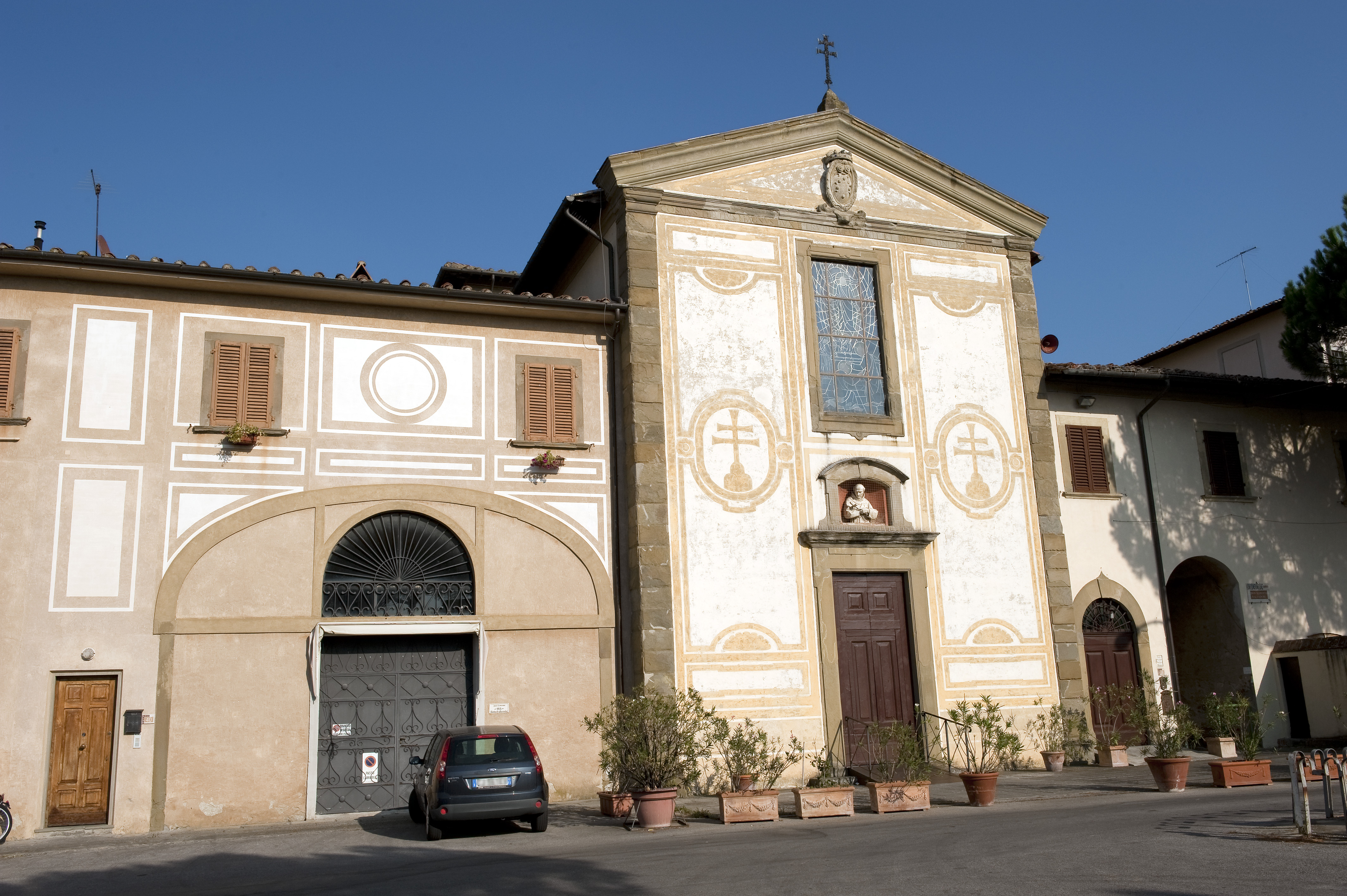
Chiesa dei Santi Quirico, Lucia e Pietro d'Alcantara, Montelupo Fiorentino

Pier Maria Baldi (Firenze, 1630 circa – Firenze, 9 novembre 1686) è stato un disegnatore e architetto italiano.

## Biografia
Ebbe una formazione come pittore e fu allievo del Volterrano. In seguito fu assistente di Ferdinando Tacca. Ebbe anche modo di recarsi a Roma nel 1667, grazie al granduca Ferdinando II che lo raccomandò a Pietro da Cortona e Bernini.
Negli anni 1668-1669, entrato al servizio del giovane principe Cosimo de' Medici (poi Cosimo III), lo accompagnò in un lungo viaggio in Spagna e Portogallo che poi proseguì in Inghilterra, Francia Irlanda, Olanda, Belgio. Documentò le tappe del viaggio con una lunga serie di disegni oggi conservati alla Biblioteca Mediceo-Laurenziana. Circa 120 disegni delle città della penisola iberica, rielaborate accuratamente dopo il ritorno a Firenze, rappresentano una fonte documentaria importante per la storia urbana di molte città.

## Opere
Dal 1670 al 1684 lavorò alla trasformazione di palazzo Medici dopo la vendita ai Riccardi progettando l’ampliamento verso nord e la realizzazione della biblioteca. Disegnò la fontana di piazza Santa Croce, realizzata in pietra e poi ricostruita nel XIX secolo in marmi policromi.
Fece parte dell'Accademia delle Arti del Disegno e ebbe dal Cosimo III la nomina a architetto di corte con responsabilità sui lavori all’interno della Galleria degli Uffizi e sul cantiere della Cappella dei Principi in San Lorenzo. 
La sua realizzazione più importante fu a chiesa dei Santi Quirico, Lucia e Pietro d’Alcantara con il convento dei minoriti riformati, accanto alla villa medicea dell’Ambrogiana (Montelupo Fiorentino). L'opera è caratterizzata da un'estrema semplicità, quasi ostentata.  Dopo la morte Baldi fu sepolto nel chiostro.
Nel 1680 fu sovrintendente degli edifici e delle fortificazioni di Livorno.
Scarsa risulta essere stata la sua attività pittorica.